# Gazon (grasveld)

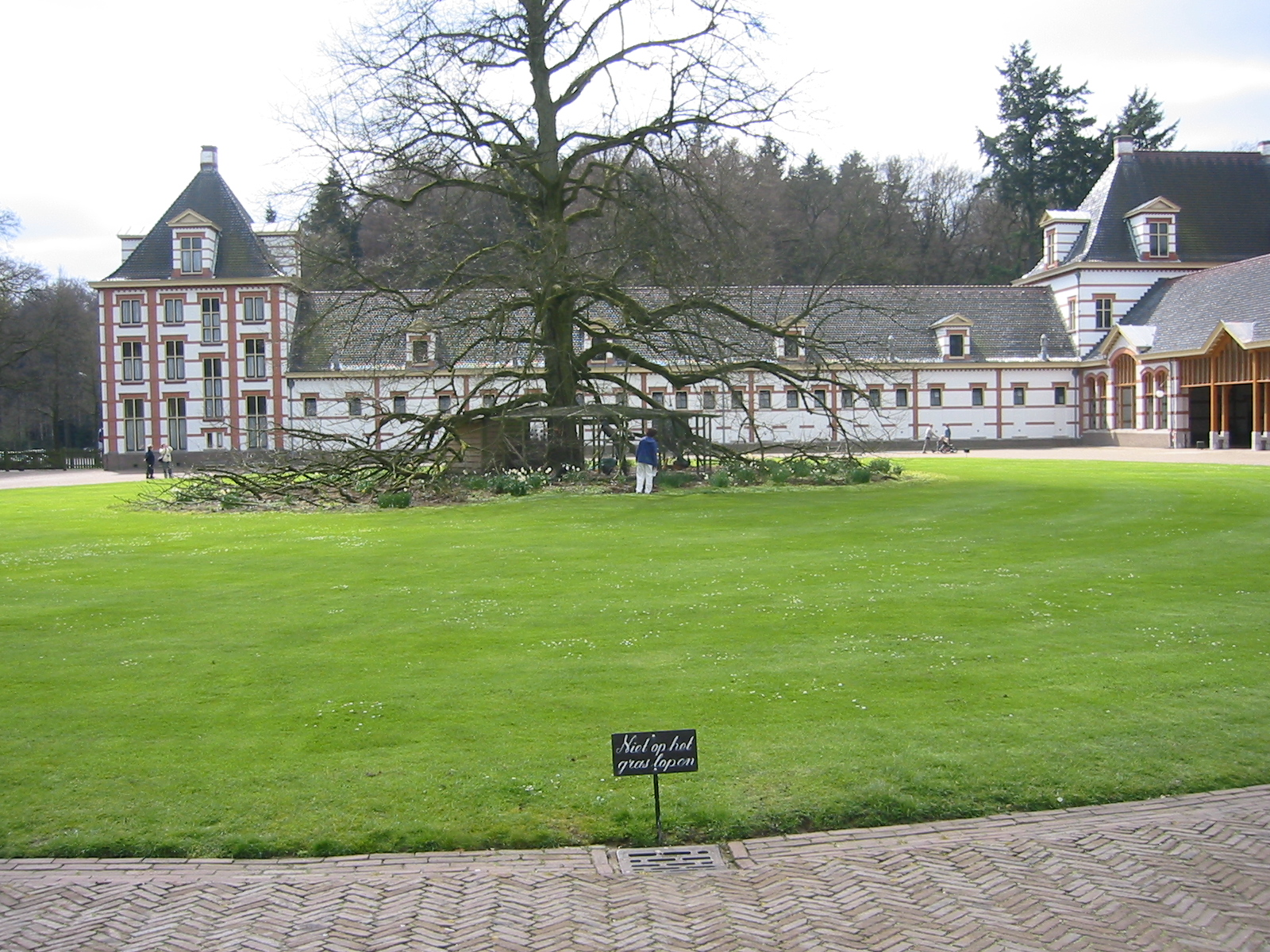
Gazon bij Paleis Het Loo

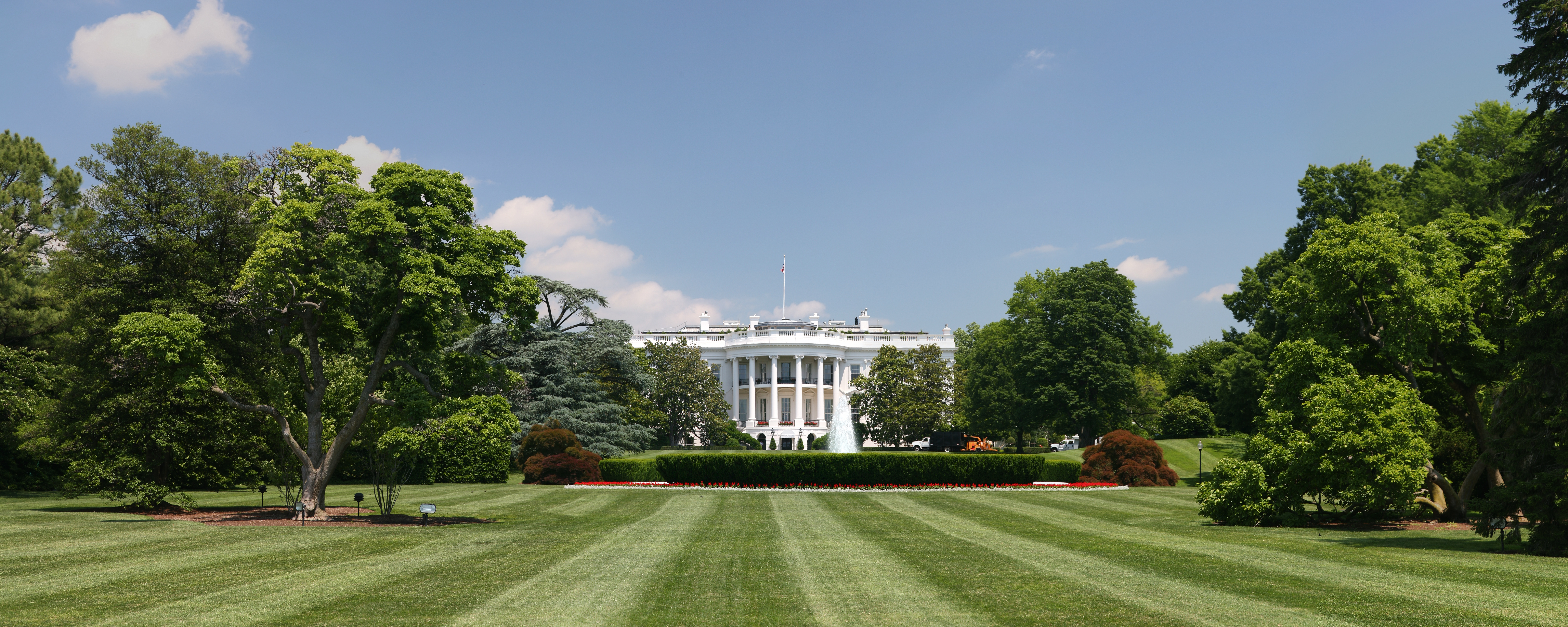
Gazon voor het Witte Huis

Een gazon is een veld met kort gemaaid gras, meestal gelegen in de bebouwde omgeving. Een gazon kan onderdeel van een tuin zijn, maar ook in parken en in klein openbaar groen zijn veel gazons te vinden, Een gazon wordt onderhouden, in het bijzonder door het regelmatig maaien van het gras, zodat het op een beperkte hoogte blijft en de meeste andere planten geen kans krijgen zich op het gazon te vestigen. De kunst van het aanleggen van gazon is in Engeland ontstaan. Natuurlijke graslanden werden kort gehouden door grote kudden schapen, die de bodem aanstampten en bemestten.

## Het gazon als vegetatie
De meeste gazons bestaan uit meer dan alleen gras. Andere planten in het gazon moeten bestand zijn tegen de frequente maaibeurten en een zekere mate van betreding. Typische planten van het gazon zijn madeliefje, paardenbloem en draadereprijs. Ook mos kan onderdeel zijn van een gazon. Wat de soortsamenstelling precies is hangt af van het onderhoud, de locatie, de grondsoort, de vochttoestand en de mate van beschaduwing.
Veel tuinliefhebbers streven naar een zo strak mogelijk gazon, en proberen planten en mossen te bestrijden door het gazon te bemesten, te besproeien en te verticuleren.

## Oorsprong
In de Tudortijd (1485-1603) was het hebben van een gladgemaaid veld voor balspelen een statussymbool. De kooimaaier, die in 1830 door Edwin Budding was uitgevonden, kon zorgen voor een perfect gemaaid grasveld. Doordat er heen en weer wordt gemaaid, ontstond het beroemde Engelse streep- of dambordpatroon.
Nu staat vooral in de VS het gazon hoog in aanzien. Terwijl in Engeland gazons vooral op landgoederen werden aangetroffen, hebben de Amerikanen ze gedemocratiseerd. In 2004 bezat dit land 130.000 km² gazon, waaraan jaarlijks 30 miljard dollar wordt besteed.